# McCoy Tyner
Alfred McCoy Tyner (Philadelphia (Pennsylvania), 11 december 1938 – New Jersey, 6 maart 2020) was een Amerikaans jazzpianist. Hij is het bekendst geworden om zijn werk voor The John Coltrane Quartet.
Tyner werd geboren in Philadelphia als oudste van drie kinderen. Hoewel het hele gezin muzikaal was, stimuleerde Tyners moeder hem het meest om zich op muzikaal gebied te ontwikkelen. Hij begon op zijn 13e piano te spelen en na twee jaar was hij volledig in de greep van de muziek.
Zijn eerste echte optreden was met Benny Golson en hij werd eerste pianist in Golson en Art Farmers jazztet in 1959.
Na zijn vertrek werd Tyner pianist bij Coltranes legendarische kwartet. Coltrane kende Tyner al een tijdje en gebruikte ook een van zijn composities: The Believer.  Tyner verscheen voor het eerst op Coltranes bekende plaat My Favorite Things voor Atlantic Records. The John Coltrane Quartet, dat bestond uit John Coltrane op tenorsaxofoon, Tyner op piano, Jimmy Garrison op bas en Elvin Jones op drums, toerde bijna non-stop tussen 1961 en 1965 en maakte een aantal klassieke albums, zoals Crescent en het wereldberoemde A Love Supreme.
Tyner heeft zelf ook een aantal albums gemaakt als leader, die een grote invloed hebben gehad op andere jazzpianisten. Na het verlaten van Coltranes Quartet begon hij met een reeks albums voor Blue Note. Daarna stapte hij over op het Milestone-label en maakte vele invloedrijke albums, zoals Sahara (1972), Enlightenment (1973) en Fly With The Wind.
In zijn muziek voor Blue Note en Milestone gebruikte hij vaak de muziek van Coltrane, maar hij liet zich ook beïnvloeden door Afrikaanse en Aziatische muziek.
Deze albums worden vaak aangehaald als voorbeelden van essentiële, innovatieve jazz uit de jaren 70, die noch Fusion noch Free Jazz was. Hij gebruikte in 1975 ook een klavecimbel, een instrument dat zelden in jazz voorkomt. Eind jaren tachtig, begin jaren negentig werkte hij met een bigband. Twee albums van die band ("Turning Point" en "Journey") werden onderscheiden met een Grammy.
Tyner trad nog steeds op met verschillende trio’s.
Hij was vroeger een soennitisch moslim. Zijn moslimnaam was Sulaimon Saud. Later had Tyner geen specifieke godsdienst. McCoy Tyner was ooit gehuwd en heeft drie zonen. Zijn broer, Jarvis Tyner, bekleedt een hoge positie in de Amerikaanse Communistische Partij. McCoy zei echter zelf niet betrokken te zijn bij een politieke stroming.

## Discografie
- Inception (1962) - Impulse!

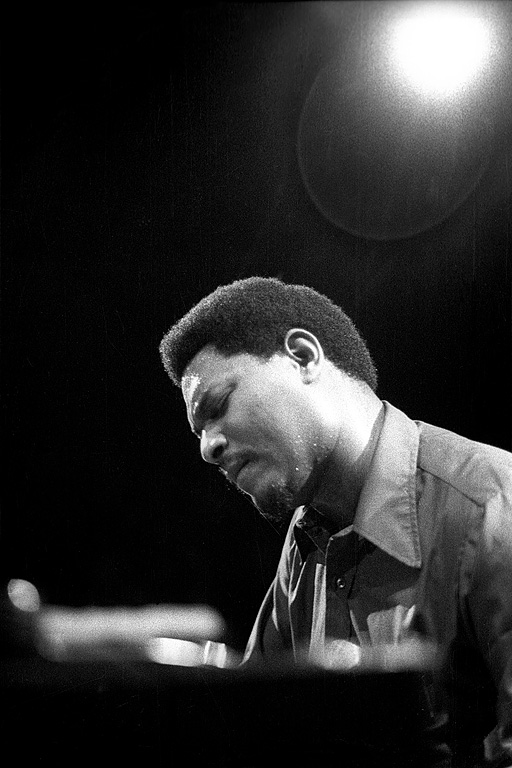
McCoy Tyner in 1973

- Great Moments with Mccoy Tyner (1962) - Impulse!
- Nights of Ballads and Blues (1963) - Impulse!
- Today and Tomorrow (1963) - Impulse!
- Live at Newport (1963) - Impulse!
- Reaching Fourth (1963) - Impulse!
- McCoy Tyner Plays Ellington (1964) - Impulse!
- The Real McCoy (1967) - Blue Note
- Tender Moments (1967) - Blue Note
- Time for Tyner (1968) - Blue Note
- Expansions (1968) - Blue Note
- Cosmos (1969) - Blue Note
- Extensions (1970) - Blue Note
- Asante (1970) - Blue Note
- Sahara (1972) - Milestone/OJC
- Song for My Lady (1972) - Milestone/OJC
- Echoes of a Friend (1972) - Milestone/OJC
- Song of the New World (1973) - Milestone/OJC
- Enlightenment (1973) - Milestone/OJC
- Sama Layuca (1974) - Milestone/OJC
- Atlantis (1974) - Milestone/OJC
- Trident (1975) - Milestone/OJC
- Fly with the Wind (1976) - Milestone/OJC
- Focal Point (1976) - Milestone
- Four Times Four (1976) - Milestone
- Supertrios (1977) - Milestone
- Inner Voices (1977) - Milestone
- The Greeting (1978) - Milestone
- Passion Dance (1978) - Milestone
- Together (1978) - Milestone
- Horizon (1979) - Milestone
- 4 X 4 (1980) - Milestone
- 13th House (1981) - Milestone
- La Leyenda de La Hora (1982) - Columbia
- Looking Out (1982) - Columbia
- Dimensions (1984) - Elektra
- It's About Time (1985) - Blue Note
- Double Trios (1986) - Denon
- Bon Voyage (1987) - Timeless
- Tribute to John Coltrane (1987) - Impulse!
- Live at the Musicians Exchange Cafe (1987) - Who's Who In Jazz
- What's New? (1987) - WestWind
- Revelations (1988) - Blue Note
- Uptown/Downtown (1988) - Milestone
- Live at Sweet Basil, Vol. 1 (1989) - KING Records
- Live at Sweet Basil, Vol. 2 (1989) - KING Records
- Things Ain't What They Used to Be (1989) - Blue Note
- Soliloquy (1991) - Blue Note
- Remembering John (1991) - Enja
- New York Reunion (1991) - Chesky
- 44th Street Suite (1991) - Red Baron
- Key of Soul (1991) - Sweet Basil
- The Turning Point (1991) - Verve
- Just Feelin' (1991) - Palo Alto
- Hot Licks: Giant Steps (1993) - Sound Solutions
- Journey (1993) - Verve
- Manhattan Moods (1993) - Blue Note
- Solar: McCoy Tyner Trio Live at Sweet Basil (1993) - Compose
- Prelude and Sonata (1994) - Milestone
- Infinity (1995) - Impulse!
- Live in Warsaw (1995) - Who's Who In Jazz
- Autumn Mood (1997) - Delta
- What the World Needs Now: The Music of Burt Bacharach (1997) - GRP
- McCoy Tyner & the Latin All-Stars (1999) - Telarc
- McCoy Tyner with Stanley Clarke & Al Foster (2000) - Telarc
- Immortal Concerts: Beautiful Love (2000) - Giants of Jazz
- At the Warsaw Jamboree (2000) - Starburst
- Jazz Roots: McCoy Tyner Honors Jazz Piano Legends of the 20th Century (2000) - Telarc
- McCoy Tyner Plays John Coltrane: Live at the Village Vanguard (2001) - Impulse!
- Live in Warsaw: Lady From Caracas (2001) - TIM
- Port au Blues (2002) - Past Perfect
- Suddenly (2002) - Past Perfect
- Land of Giants (2003) - Telarc
- Hip Toe: Live at the Musicians Exchange Cafe 1987 (2004) - Universe
- Modern Jazz Archive [live] (2004) - Membran International
- Illuminations (2004) - Telarc
- Counterpoints: Live in Tokyo (2004) - Milestone
- Warsaw Concert 1991 (2004) - Fresh Sounds
- Sahara (2006) - Mobile Fidelity (sacd heruitgave)